# Tomas Arana
Thomas Clifford Arana (Auburn, California, 3 de abril de 1955), más conocido como Tomas Arana, es un actor estadounidense.

## Biografía
Arana creció en San Francisco (California) y estudió teatro clásico en el prestigioso American Conservatory Theatre, para después mudarse a Nueva York y actuar en producciones off-Broadway. Posteriormente pasaría un tiempo viajando por Europa haciendo autoestop, llegando finalmente a Nápoles, donde trabajó en la galería de arte de Lucio Amelio, llegando a conocer a Andy Warhol, Rauschenberg, Beuys, Richter, Longobardi, Clemente, Gilbert & George, y muchos otros. Andy Warhol le pintó un retrato, que ahora forma parte de su extensa colección de arte. Arana posee doble nacionalidad italiana y norteamericana. Está casado y tiene dos hijos.
Arana ha participado en más de 40 películas, desde películas de Hollywood de gran presupuesto hasta filmes independientes, tanto en América como en Europa. Entre sus películas de estudio se incluyen L.A. Confidential (1997), haciendo el papel de Bruening, El guardaespaldas (1992), interpretando a Portman, el antagonista de Kevin Costner, La Caza del Octubre Rojo (1990), como Loginov, el saboteador ruso, Tombstone (1993), el almirante Frank J. 'Jack' Fletchery, en Pearl Harbor (2001), y First Kid (1996). También fue Lázaro en la polémica película de Martin Scorsese, La última tentación de Cristo (1988). Arana fue además escogido para participar en el proyecto Sundance Wildflowers (1999), un film independiente obra de Melissa Painter, con Darryl Hannah y Clea Duvall como protagonistas.
En 2000 actuó en la película Gladiator, encarnando el personaje de Quintus. La película ganó cinco premios Óscar, incluido el de mejor película. Arana compartió reparto con Russell Crowe, Joaquín Phoenix, Connie Nielsen, Richard Harris, Derek Jacobi y Oliver Reed.
Arana ha sido protagonista o actor secundario en más de una treintena de producciones europeas para directores como Lina Wertmuller, Liliana Cavan, Carlo Verdone, Michele Soavi y con el director japonés Koreyishi Kurahara, con quien hizo la producción Toho See You.
Sobre los escenarios, Arana fue productor así como actor principal en la aclamada compañía Falso Movimento, con base en Nápoles, Italia. Bajo la supervisión de Arana y del director artístico Mario Martone (ahora un conocido director de cine en Italia), Falso Movimento ganó varios premios incluyendo el de Mejor Obra del Año, Mejor Decorado, y también el famoso Mondello Prize. La compañía fue de gira por todo el mundo, llegando a participar durante nueve años en los festivales más prestigiosos del mundo, entre ellos los que se organizan en Londres, Fráncfort del Meno, Nueva York, Los Ángeles, Madrid, Barcelona, Copenhague, Estocolmo y Jerusalén.
- Datos: Q737369